# NGC 6249
NGC 6249 (również OCL 994 lub ESO 277-SC19) – gromada otwarta znajdująca się w gwiazdozbiorze Skorpiona. Odkrył ją James Dunlop 31 lipca 1826 roku. Jest położona w odległości ok. 3,2 tys. lat świetlnych od Słońca.